# Laurent Ournac
Pour les articles homonymes, voir Ournac.
Laurent Ournac,  né le 26 avril 1980 à Versailles, dans les Yvelines, est un acteur et animateur de télévision français. 
Il a été révélé dans l'émission de TF1, Mon incroyable fiancé qui a battu des records d'audience durant l'été 2005. Depuis 2006, il incarne le personnage principal de la série télévisée Camping Paradis. De 2015 à 2016, il présente l'émission Danse avec les stars avec Sandrine Quétier.

## Biographie
Laurent Ournac a eu très jeune envie d'exercer le métier de comédien. Dès onze ans, il s'est inscrit à l'atelier théâtre de son collège sous la direction de Jacques David. Il commence dès l'année suivante des cours dans une école de théâtre de la banlieue yvelinoise « Proscenium » avec Pascal Le Fur où il suit pendant cinq ans une formation classique.
Puis en 1996, il découvre les « matchs d'impro », spectacle théâtral d'improvisation où deux équipes de joueurs- acteurs s'affrontent sur des thèmes donnés par un arbitre. C'est le coup de cœur, il s'inscrit à un atelier de la Ligue d'Improvisation Départementale des Yvelines, dans la compagnie Déclic Théâtre. Il deviendra un des membres les plus actifs de la ligue entre 1998 et 2004. Il sera d'ailleurs champion des Yvelines en 2000 et champion de France en 2001. Il participera en huit ans à quelque 250 spectacles avec la LIDY. En 2003, il intègre la compagnie des Traits d'Union. Il donnera également des cours de théâtre d'improvisation au sein de la LITCHI (Ligue d'Improvisation Théâtrale du CHesnay Inventif) afin d'initier des adolescents mais aussi d'autres adultes à sa passion.

### Mon incroyable fiancé
En septembre 2004, Laurent Ournac participe à une audition de Mon incroyable fiancé pour TF1. On lui parle d'un programme court pour la chaîne et au bout de plusieurs mois et plusieurs entretiens d'essai, on lui avoue que le concept n'est pas celui d'un programme court mais celui d'une parodie d'un jeu de télé-réalité. Laurent accepte alors de jouer le rôle de Laurent Fortin, une personne grossière et maladroite, qui doit convaincre Adeline, une jeune candidate-victime, qu'il est un candidat tout comme elle et qu'il a été choisi comme étant son opposé. Ils devront faire route ensemble et convaincre leurs familles respectives de leur amour et même leur faire accepter un mariage précipité auquel tout le monde devra participer. Laurent est entouré d'une fausse famille composée de Taïra Borée (Brigitte Fortin), Gérard Surugue (Gérard Fortin), Oriane Dupart (Oriane Fortin) et Nicolas Reynaud (Nikko). 100 000 euros sont en jeu pour Adeline et Laurent, elle est prête à tout pour gagner, il est prêt à tout pour lui rendre la tâche difficile.
L'émission est diffusée en juillet-août 2005 en deuxième partie de soirée le vendredi après Koh-Lanta. Mon incroyable fiancé remporte un très grand succès auprès du public et de la presse ; le dernier épisode cumulera plus de dix millions de téléspectateurs lors du dénouement le jour du mariage,.

### Camping Paradis

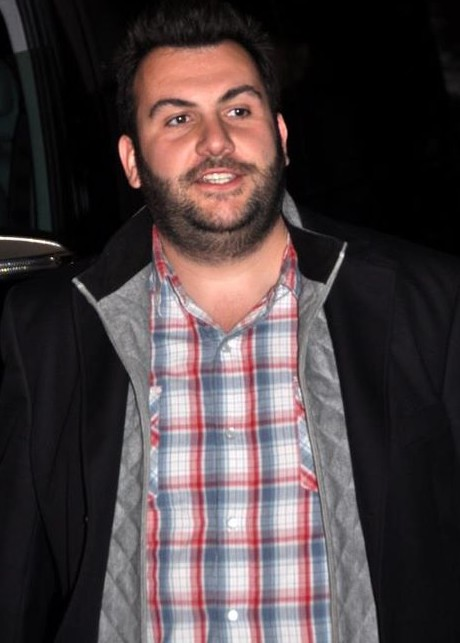
Laurent Ournac aux NRJ Music Awards 2012.

Depuis 2006, Laurent Ournac incarne le personnage principal Tom Delormes, le directeur du camping, dans la série télévisée Camping Paradis sur TF1.

### Tiens Toi Bien Productions
En septembre 2009, Laurent Ournac a cofondé une société de production de spectacle vivant intitulée « Tiens Toi Bien Productions ».

### Danse avec les stars
À l'automne 2013, il participe à la quatrième saison de l'émission Danse avec les stars sur TF1[réf. nécessaire], aux côtés de la danseuse Denitsa Ikonomova, et termine cinquième de la compétition.
De 2015 à 2016, il présente ensuite les saisons 6 et 7 de Danse avec les stars, avec Sandrine Quétier.

### Presse
Laurent Ournac, interrogé par Nice Matin, faisait remarquer que les chaînes de TV étaient frileuses pour les séries françaises. Il prenait pour exemple Dr House, politiquement incorrect.

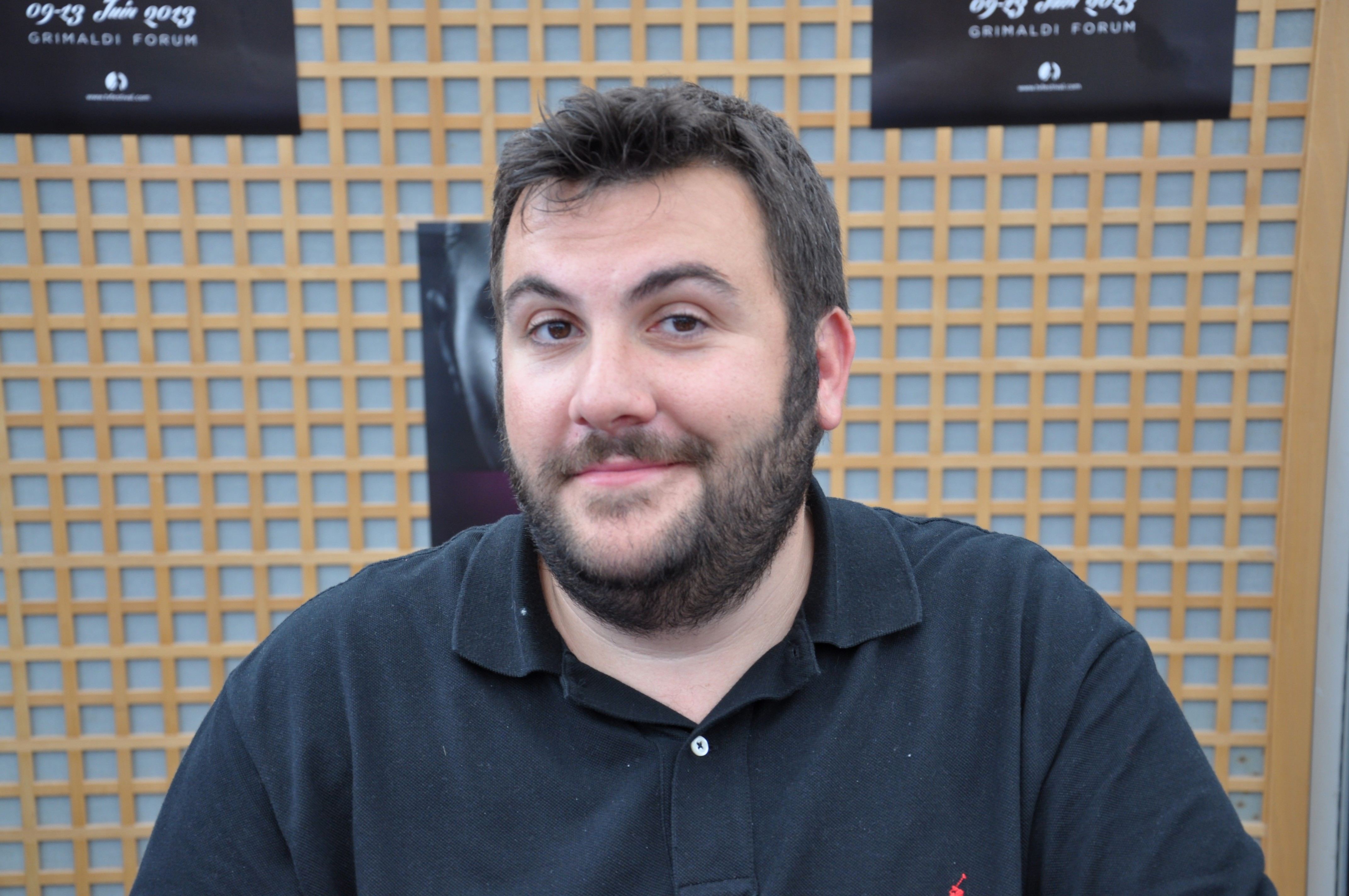
Laurent Ournac au Festival Télévision de Monte-Carlo.

« Alors que nous, dès qu'on veut sortir des lignes, on nous dit que c'est « too much ». Trop de policier sur TF1, dit-il, ajoutant son ras-le-bol des séries américaines. Et disons-le franchement, nous, on n'est pas bon dans ce domaine. On ne peut pas dire à Roger Hanin de faire différent ! De booster un peu. On ne peut pas changer le rythme d'un Julie Lescaut… C'est trop tard pour eux. C'est à nous, la nouvelle génération, de faire autre chose ! »

— Laurent Ournac

### Vie privée
Avec sa compagne Ludivine, ils sont parents d'une petite fille née en 2012 et d'un petit garçon né en 2019. Ils se sont mariés le 19 juillet 2014. En 2014, Laurent Ournac a subi une opération de l'estomac appelée gastrectomie longitudinale (sleeve gastrectomy). Il a perdu plus de 50 kilos grâce à cette opération.

## Filmographie

### Cinéma
- 2007 : Ma vie n'est pas une comédie romantique de Marc Gibaja : Gros Bill
- 2008 : Paris Nord Sud de Franck Llopis : Syriak

### Télévision
- 2005 : Les enfants, j'adore ! de Didier Albert : Michel
- 2006 - en cours : Camping Paradis : Tom Delormes, le patron et propriétaire du camping
- 2007 : Joséphine, ange gardien - épisode Ticket gagnant de Pascal Heylbroeck : Antoine Mercier
- 2008 : Une suite pour deux de Didier Albert : Anthony
- 2008 : La Mort dans l'île de Philippe Setbon : Lieutenant Crespau
- 2008 : Dieu de Jean-François Porry : Dieu
- 2009 : Ma sœur est moi de Didier Albert : Lucas
- 2010 : Merci papa, merci maman  avec Francis Perrin et Sébastien Knafo : Fabrice
- 2012 : Nos chers voisins, fêtent Noël : Fred, ancien colocataire d'Issa
- 2014 : Nos chers voisins, fête des voisins : Fred, ancien colocataire d'Issa
- 2018 : Joséphine, ange gardien : Tom Delormes (son rôle dans Camping Paradis)
- 2020 : Meurtres à... - L'Archer noir de Christian Guérinel : Alex Lançon
- 2022 : Léo Matteï, Brigade des mineurs (saison 9), Le poison du secret : Pierre
- 2024 : Monsieur Parizot, téléfilm de Nicolas Copin : Tom Delormes (caméo en photo)

## Théâtre
- 2013 : Du piment dans le caviar de Carole Greep et Guillaume Labbé, mise en scène de Thierry Lavat, tournée
- 2015 : Le Gai mariage de Michel Munz et Gérard Bitton, mise en scène de Raymond Aquaviva, Casino de Paris
- 2019 : Espèces menacées de Ray Cooney, mise en scène d'Arthur Jugnot, tournée
- 2021 : Espèces menacées de Ray Cooney, mise en scène d'Arthur Jugnot, théâtre de la Renaissance
- 2025 : Tout va très bien ! de Ray Cooney et Michael Cooney, mise en scène Arthur Jugnot, tournée

## Spectacle musical
- 2014  : Les Triplettes de Belleville dans Go Ouest : Elvis Presley et le Colonel Parker (coproducteur).

## Émissions de télévision

### Téléréalité
- Été 2005 : Mon incroyable fiancé sur TF1 (réalisée par Philippe Proteau) : personnage de Laurent Fortin

### Animateur de télévision
- 2009 : Sexy Staff sur NRJ12 : coanimation avec Rachel Legrain-Trapani
- 2015-2016 : Danse avec les stars sur TF1 avec Sandrine Quétier
- 2017 : Le Grand Show sur TF1 avec Sandrine Quétier

### Candidat / participant
- 2008 : Le Grand Quiz du cerveau sur TF1
- 2012-2013 :  Tout le monde aime la France sur TF1
- 2013 : Danse avec les stars (saison 4) sur TF1
- 2014 : Canapé Quiz sur TMC
- 2016-2017 : Fort Boyard sur France 2
- 2016 : Le Grand Concours des animateurs sur TF1
- 2022 : Mask Singer (saison 3) sur TF1 : candidat sous le costume du cerf,  classé 3e
- 2022 : Mask Singer (saison 4) sur TF1 : le cerf, invité lors de la finale pour un duo avec la mariée
- 2024 : Mask Singer Spéciale Noël sur TF1 : le dragon